# 1163
1163 (MCLXIII) var ett normalår som började en tisdag i den julianska kalendern.

## Händelser

### Okänt datum
- Karl Sverkersson gifter sig med Kristina, systerdotter till den danske kungen Valdemar den store.
- Stefan III blir kung av Ungern.
- Byggandet av Notre-Damekatedralen i Paris påbörjas.
- Hertig Boleslaw IV av Polen upprättar särskilda furstendömen i Schlesien.

## Födda
- Knut VI, kung av Danmark 1182–1202.

## Döda
- Abd al-Mumin, grundläggare av almohadernas dynasti.
- Constantia av Antiokia, regerande furstinna av Antiokia.